# Bassire
Pour les articles homonymes, voir Nathalie Bassire.
Bassire (ou Bessire) est un village du Sénégal situé en Basse-Casamance. Il fait partie de la communauté rurale de Kartiack, dans l'arrondissement de Tendouck, le département de Bignona et la région de Ziguinchor.

## Présentation
Le village de Bassire est limité à l'Est par le marigot de Baïla, à l'Ouest par le village de Dianki et la commune de Thionck Essyl, au Sud par la forêt classée de Tendouck et le village de Kagnobon.
La population du village de Bassire est uniquement constituée de Diolas, ethnie ayant une longue tradition de la culture du riz.

## Histoire
Le village de Bassire fut un chef lieu de canton sous le règne d'un de ses illustres fils du nom de Arfang Bassire Sonko.
Il est né en 1860 à Bassire, village dont il porte le nom.
Arfang Bassire Sonko, régna sur le canton des Djigouttes Nord et Sud de 1925 à 1938.
Grand meneur d'hommes, doublé de visionnaire, il réalisa plusieurs œuvres, parmi lesquelles on peut citer :
- la réalisation de la route du Blouf reliant Kartiack à Bignona, celle de Bignona à Marsassoum, Bignona à Sindian ;
- l'aménagement de l'axe Tobor - Ziguinchor long de 8 kilomètres à travers une zone marécageuse. Ce tronçon a constitué une préoccupation majeure pour l'administration coloniale qui a vainement tenté de relier ces deux localités (Tobor et Ziguinchor) situées de part et d'autre du fleuve Casamance, par une piste carrossable ;
- doter le canton d'écoles élémentaires afin de promouvoir le développement économique, social et culturel. II fit construire la première école à Bassire en 1927, ouverte le 29 décembre 1930. Puis suivirent les écoles de Kartiack, Thionck Essyl, etc.;
- la construction de seccos (magasins de stockage de denrées alimentaires) à Bassire pour faciliter la commercialisation de l'arachide et le stockage des semences pour les producteurs ;
- l'aménagement d'un quai dénommé "'Haafa" qui servait à l'époque de stockage pour le riz paddy, destiné aux tirailleurs Sénégalais en France pendant la seconde Guerre Mondiale.

## Administration
Le village de Bassire est composé de trois quartiers : Djibeul, Kalolaye et Mouillone.
II a sa tête, un chef de village qui est le représentant de l'administration et le répondant du Président de la communauté rurale depuis l'avènement de la réforme administrative locale en 1978.
Nommé par arrêté du Ministre de l'intérieur sur proposition des populations, il est aidé dans sa tâche par trois chefs de quartiers et par le conseil des sages du village appelés notables.
Le chef de village a pour principales tâches, la récupération des impôts et le règlement des conflits au sein ou entre les villages limitrophes.
En milieu diolas, la famille est la base de l'organisation socio-économique. Le chef de famille est chargé de l'affectation et la désaffectation des terres.
La société diolas est hiérarchisée en classe d'âge. Nous avons au sommet les anciens, au milieu les moins jeunes et en bas de l'échelle les plus jeunes. Cette hiérarchie se retrouve tant au niveau de la famille qu’à l’extérieur dans le village. C'est ainsi que certains problèmes complexes sont réglés au niveau des anciens à l'insu des autres classes d'âge.
Contrairement à ce qu'il est d'usage dans beaucoup de sociétés traditionnelles au Sénégal, voire en Afrique, la société diolas ne connaît pas de classification sociale qui repose sur la notion de "caste" où l'on distingue des classes nobles se situant au sommet de la hiérarchie sociale, et des classes inférieures.

## Géographie

### Population
Lors du dernier recensement (2002), le village comptait 891 habitants et 124 ménages.
Lors du recensement précédent (1988), on y dénombrait 889 habitants dont 513 femmes et 386 hommes. Cependant compte tenu de la forte migration observée au niveau du village, on peut estimer la population à 2 000 habitants répartis dans trois quartiers.
De l'analyse de la population résidente à 100 % Diolas, il ressort que 51 % des habitants ont un âge compris entre 15 et 65 ans. Cela montre que dans les conditions normales, le village peut compter sur ses forces vives représentant cette tranche d'âge.[réf. nécessaire]